# Aloe murina
Aloe murina är en grästrädsväxtart som beskrevs av Leonard Eric Newton. Aloe murina ingår i släktet Aloe och familjen grästrädsväxter. Inga underarter finns listade i Catalogue of Life.